# Saint-Philibert (Morbihan)
Pour les articles homonymes, voir Saint-Philibert.
Saint-Philibert [sɛ̃filibɛʁ] est une commune française, située dans le département du Morbihan en région Bretagne.

## Géographie
Saint-Philibert fait partie du Parc naturel régional du golfe du Morbihan. 
|                                     | Crach            |                               |
| La Trinité-sur-Mer Baie de Quiberon | Saint-Philibert  | Locmariaquer Baie de Quiberon |
| Baie de Quiberon                    | Baie de Quiberon | Baie de Quiberon              |

### Description

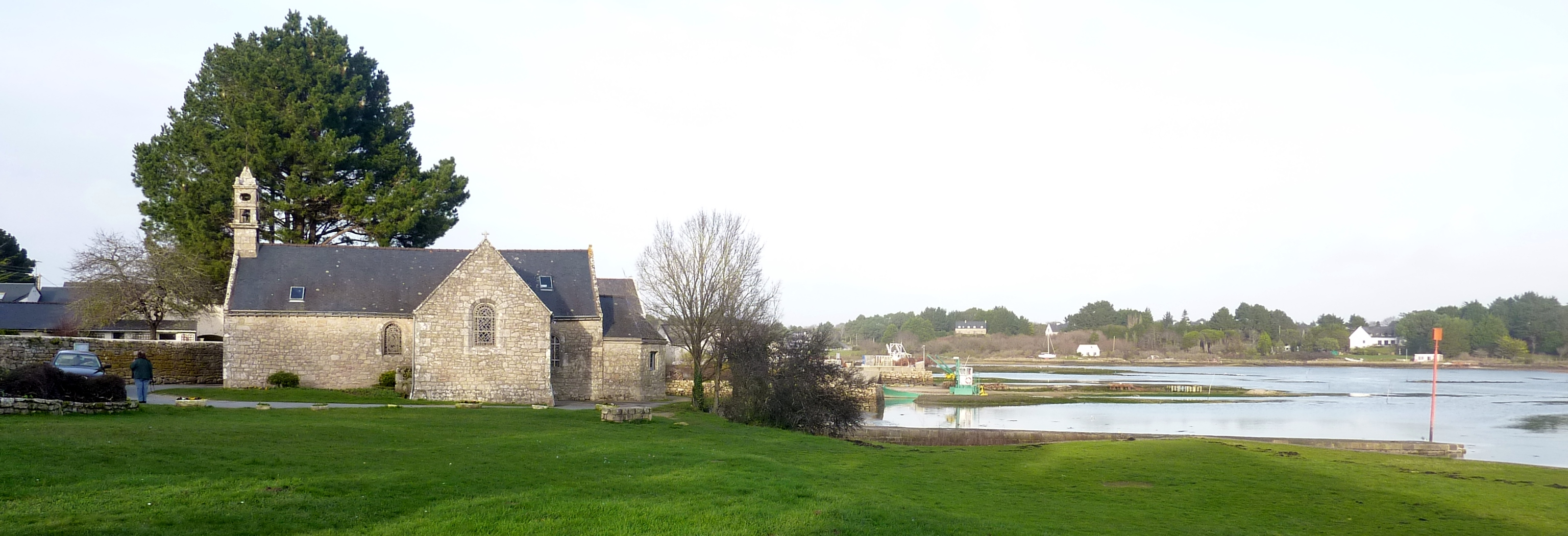
La chapelle de Saint-Philibert (église Notre-Dame-de-la-Nativité) sur la rive de la Rivière de Saint-Philibert (dite aussi Ster).
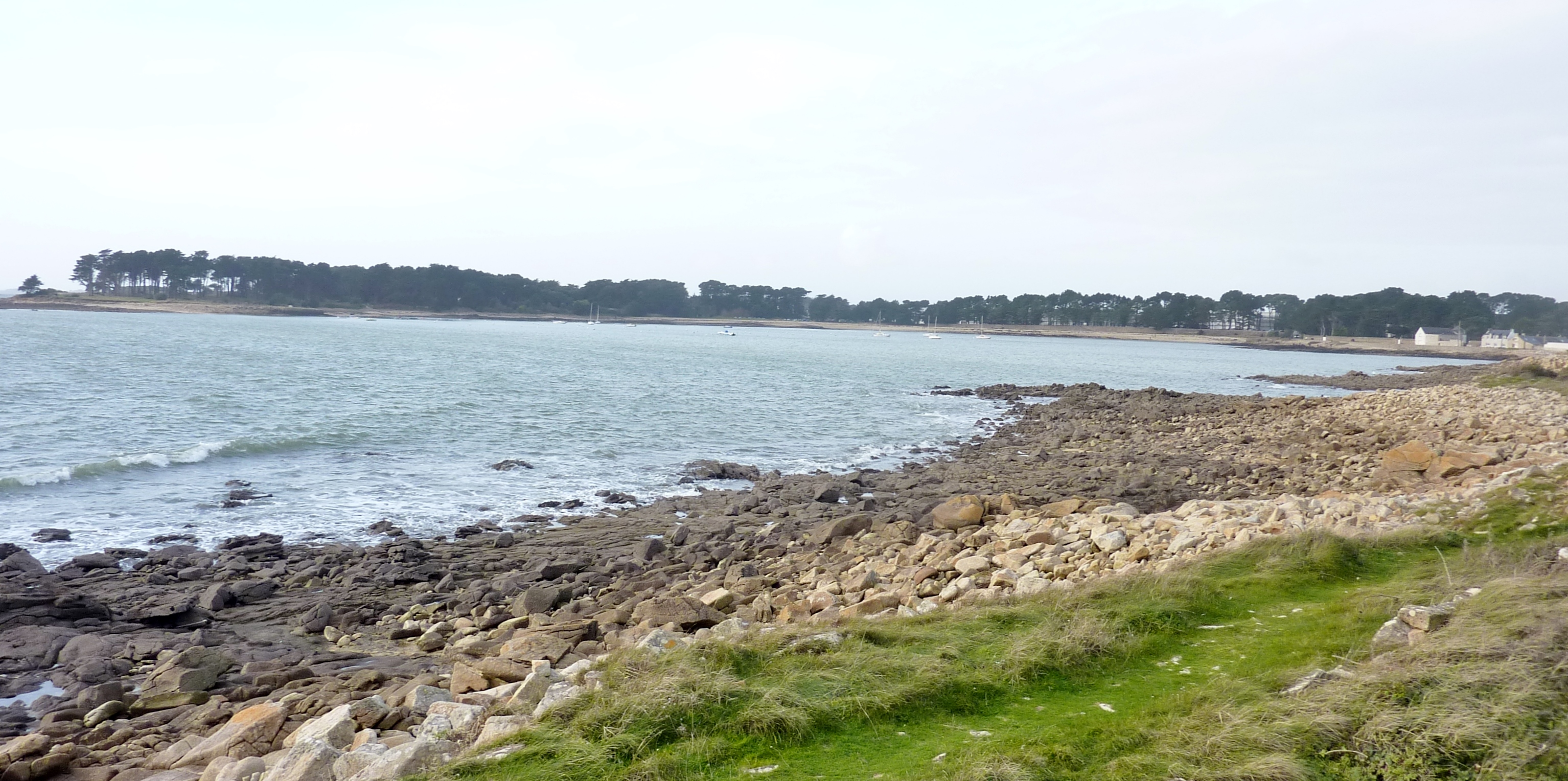
L'Anse de Tréhennarvour vue de la pointe de Men er Bellec.

### Transports
Le premier pont de Kerisper permettant de franchir la Rivière de Crac'h et de relier La Trinité-sur-Mer à Crac'h et Locmariaquer via Saint-Philibert fut construit entre 1899 et 1901 (sa construction était réclamée par les habitants de la région depuis des décennies). Ce pont était constitué d'arches en pierres à ses deux extrémités, avec un tablier métallique (type Eiffel) de 100 mètres de long et à voie unique dans sa partie centrale. Ce pont fut détruit par les Allemands le 8 août 1944. Le nouveau et actuel pont de Kerisper a été inauguré en 1956 et a connu une rénovation importante en 2009-2010.

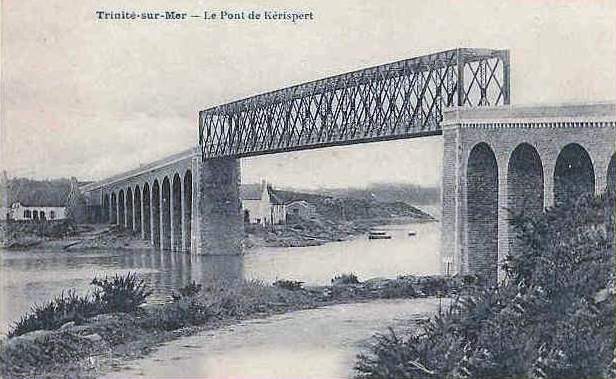
Le premier pont de Kerisper sur la Rivière de Crac'h (construit entre 1899 et 1901).

### Hydrographie
Pour un article plus général, voir Réseau hydrographique du Morbihan.
La commune est située dans le bassin Loire-Bretagne. Elle n'est drainée par aucun cours d'eau,.

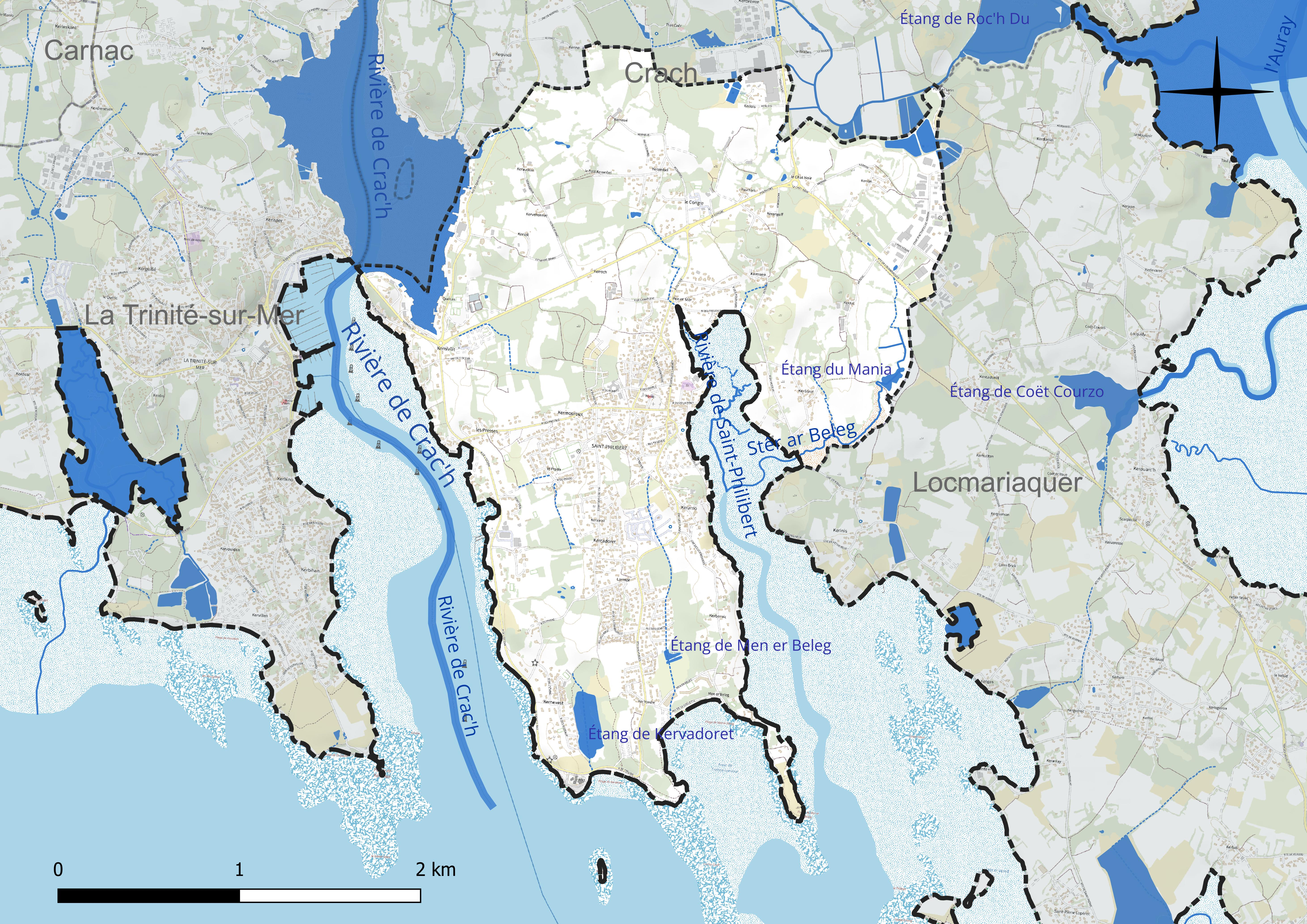
Réseau hydrographique de Saint-Philibert.

Trois plans d'eau complètent le réseau hydrographique : l'étang de Kervadoret (4,22 ha), l'étang de Men er Beleg (0,26 ha) et l'étang du Mania (0,73 ha),.

### Climat
Pour des articles plus généraux, voir Climat de la Bretagne et Climat du Morbihan.
En 2010, le climat de la commune est de type climat océanique franc, selon une étude du CNRS s'appuyant sur une série de données couvrant la période 1971-2000. En 2020, Météo-France publie une typologie des climats de la France métropolitaine dans laquelle la commune est exposée à un climat océanique et est dans la région climatique  Bretagne orientale et méridionale, Pays nantais, Vendée, caractérisée par une faible pluviométrie en été et une bonne insolation. Parallèlement l'observatoire de l'environnement en Bretagne publie en 2020 un zonage climatique de la région Bretagne, s'appuyant sur des données de Météo-France de 2009. La commune est, selon ce zonage, dans la zone « Littoral doux », exposée à un climat venté avec des étés cléments.  
Pour la période 1971-2000, la température annuelle moyenne est de 12,2 °C, avec une amplitude thermique annuelle de 11,4 °C. Le cumul annuel moyen de précipitations est de 820 mm, avec 13 jours de précipitations en janvier et 6,4 jours en juillet. Pour la période 1991-2020, la température moyenne annuelle observée sur la station météorologique la plus proche, située sur la commune de Larmor-Baden à 8 km à vol d'oiseau, est de 12,8 °C et le cumul annuel moyen de précipitations est de 872,2 mm,. Pour l'avenir, les paramètres climatiques de la commune estimés pour 2050 selon différents scénarios d’émission de gaz à effet de serre sont consultables sur un site dédié publié par Météo-France en novembre 2022.

## Urbanisme

### Typologie
Au 1er janvier 2024, Saint-Philibert est catégorisée bourg rural, selon la nouvelle grille communale de densité à sept niveaux définie par l'Insee en 2022.
Elle appartient à l'unité urbaine de Carnac, une agglomération intra-départementale regroupant cinq  communes, dont elle est une commune de la banlieue,,. La commune est en outre hors attraction des villes,.
La commune, bordée par l'océan Atlantique, est également une commune littorale au sens de la loi du 3 janvier 1986, dite loi littoral. Des dispositions spécifiques d’urbanisme s’y appliquent dès lors afin de préserver les espaces naturels, les sites, les paysages et l’équilibre écologique du littoral, tel le principe d'inconstructibilité, en dehors des espaces urbanisés, sur la bande littorale des 100 mètres, ou plus si le plan local d’urbanisme le prévoit.

### Occupation des sols
L'occupation des sols de la commune, telle qu'elle ressort de la base de données européenne d’occupation biophysique des sols Corine Land Cover (CLC), est marquée par l'importance des territoires agricoles (49,6 % en 2018), en diminution par rapport à 1990 (50,9 %). La répartition détaillée en 2018 est la suivante : 
zones urbanisées (38,6 %), zones agricoles hétérogènes (32,5 %), prairies (10,5 %), terres arables (6,6 %), zones industrielles ou commerciales et réseaux de communication (4 %), milieux à végétation arbustive et/ou herbacée (3,5 %), zones humides côtières (2,1 %), forêts (1,4 %), eaux maritimes (0,8 %). L'évolution de l’occupation des sols de la commune et de ses infrastructures peut être observée sur les différentes représentations cartographiques du territoire : la carte de Cassini (XVIIIe siècle), la carte d'état-major (1820-1866) et les cartes ou photos aériennes de l'IGN pour la période actuelle (1950 à aujourd'hui).

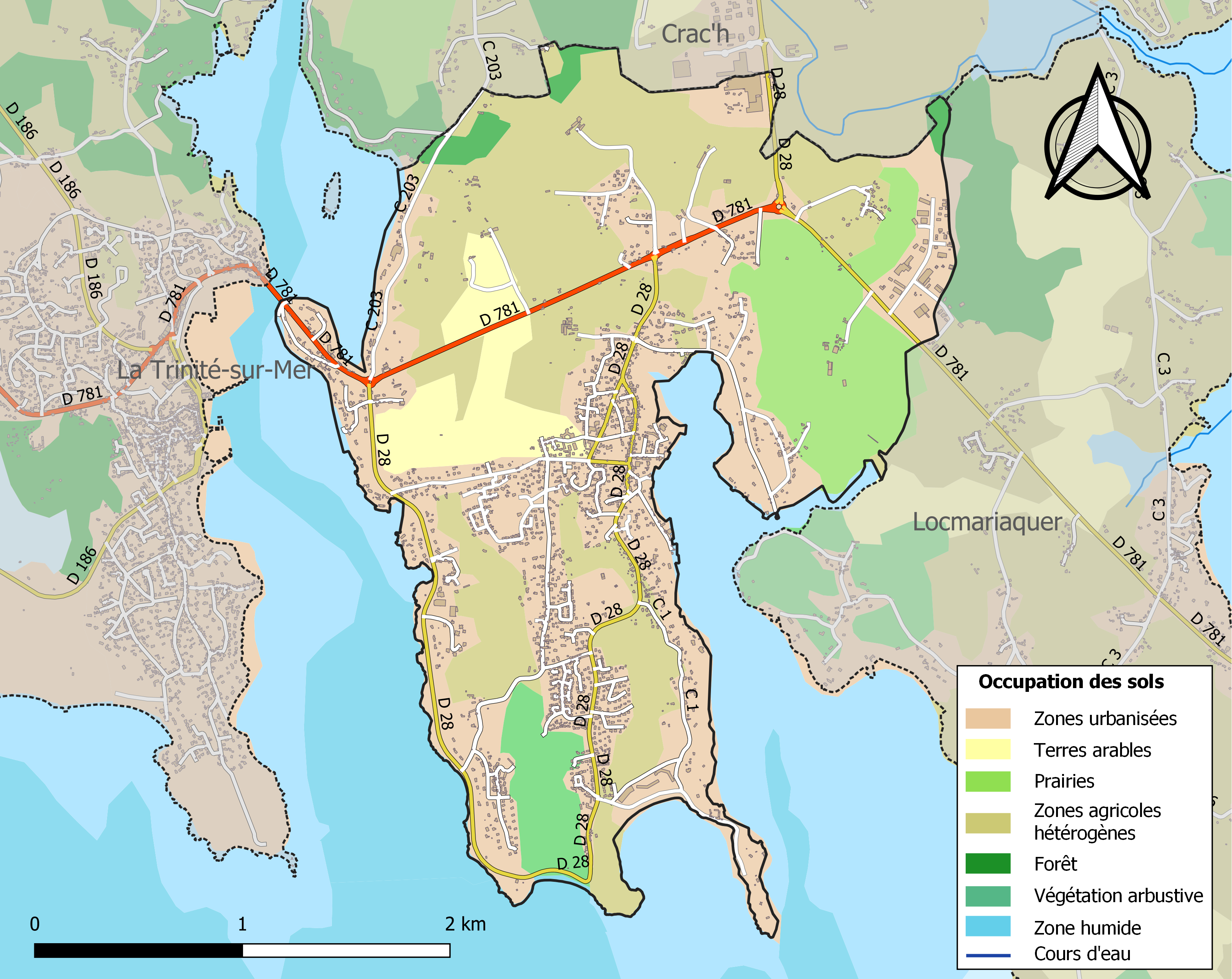
Carte des infrastructures et de l'occupation des sols de la commune en 2018 (CLC).

## Toponymie
Saint-Philibert constituait une partie du territoire de Locmariaquer. Contrairement à ce qui a été très souvent énoncé, ce quartier ne s’appelait pas Loc-Philibert, mais L’Angle. En breton, sous la dénomination de En Angle, ses habitants s’appelaient « En Angliz » , tel que l’attestent des documents du XVIIe siècle. Loc Philibert était en fait l’un des 21 villages du quartier de L’Angle.
Saint Philibert, en breton Lokfiliberzh doit son nom à Philibert de Tournus. Une légende à la véracité douteuse indique que saint Philibert aurait débarqué dans l'anse du Ster après avoir navigué depuis l'Irlande dans une auge de pierre.

## Histoire

### LeXIXesiècle
En 1892 est voté le projet de loi tendant à distraire de la commune de Locmariaquer la section de Saint-Philibert pour l'ériger en commune distincte. La création de la commune de Saint-Philibert avait déjà failli aboutir en 1874, le Conseil municipal de Locmariaquer ayant alors donné son accord, le subordonnant notamment à la jouissance en commun des habitants des deux localités des goémons de rive, point sur lequel « il n'a pas été possible d'arriver à une entente ».

### LeXXesiècle

#### L'Entre-deux-guerres

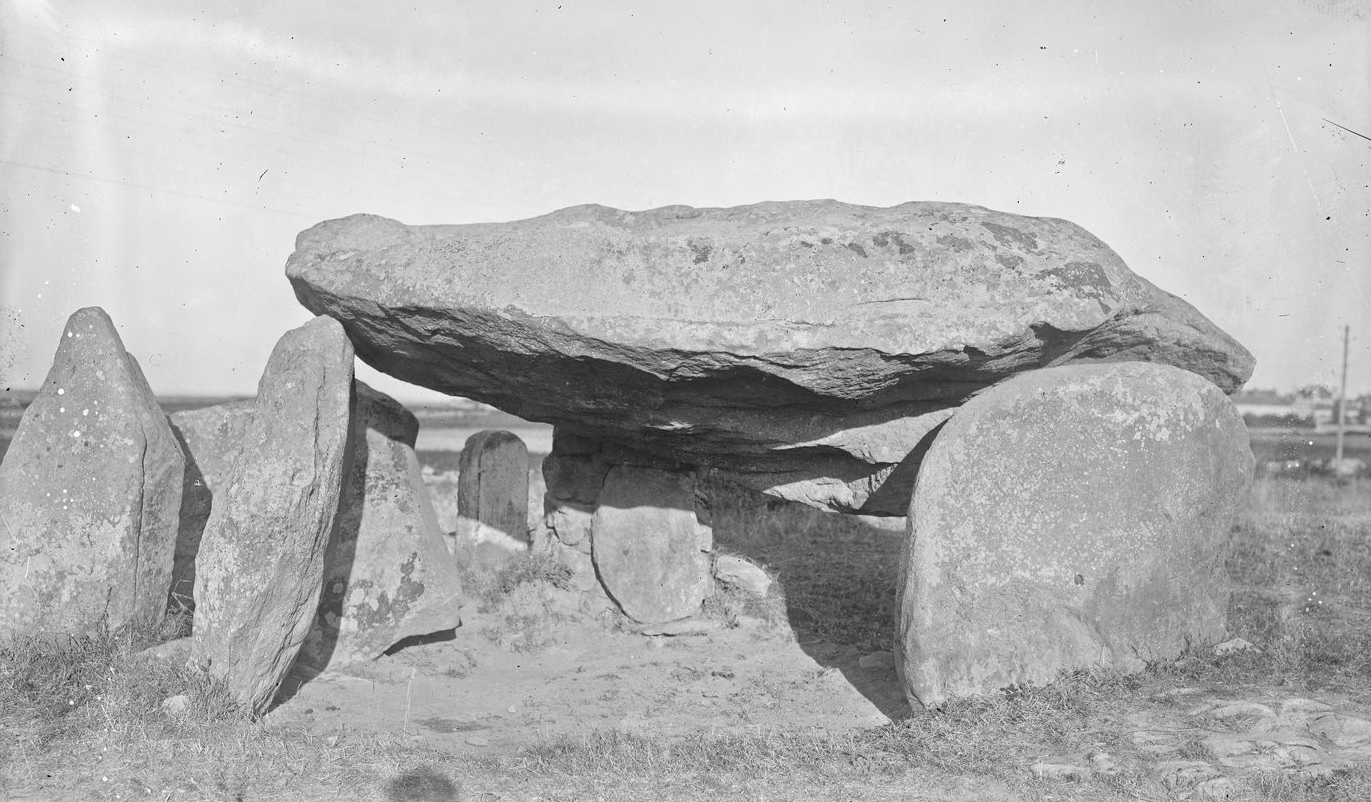
Le domen de Kervat (photographie de 1921, agence Rol)

## Blasonnement
|  | Les armoiries de Saint-Philibert se blasonnent ainsi : D'azur à la nef contournée d'argent, flammée du même, habillée d'hermine; au chef d'or à trois coquilles d'huitres de sinople posées en fasce. Devise: « Men Bro atao » (Mon pays toujours) Conc: R. Le Bagousse. |

## Politique et administration

### Liste des maires
| Période                                  | Période                   | Identité                      | Étiquette | Qualité                                                                                         |
| ---------------------------------------- | ------------------------- | ----------------------------- | --------- | ----------------------------------------------------------------------------------------------- |
| août 1892                                |                           | Jean François Gouzer          |           | Premier maire de la commune                                                                     |
| Les données manquantes sont à compléter. |                           |                               |           |                                                                                                 |
| ca. 1932                                 |                           | Joseph Ezan                   |           |                                                                                                 |
| janvier 1945                             | janvier 1966 (décès)      | François Le Roux              |           | Ancien premier maître charpentier de la marine Chevalier de la Légion d'honneur (1959)          |
| 1966                                     | juin 1980 (démission)     | Honoré Bernard                |           |                                                                                                 |
| juin 1980                                | juin 1995                 | Prosper Le Touss, (1924-2011) |           | Ostréiculteur, ancien premier adjoint                                                           |
| juin 1995                                | mars 1999 (démission)     | Joseph Pouvreau (1921-2018)   |           | Retraité                                                                                        |
| avril 1999                               | mars 2008                 | Patrick Lalanne               | DVG       | Chargé d'opération, ancien adjoint au maire                                                     |
| mars 2008                                | mars 2014                 | Didier Robic (1954-2021)      |           | Infirmier hospitalier Adjoint au maire (1995 → 1999) Vice-président de la CC des Trois Rivières |
| mars 2014                                | En cours (au 25 mai 2020) | François Le Cotillec          | DVD       | Patron-marin Premier adjoint au maire (2008 → 2014) Réélu pour le mandat 2020-2026              |

## Démographie
L'évolution du nombre d'habitants est connue à travers les recensements de la population effectués dans la commune depuis 1896. Pour les communes de moins de 10 000 habitants, une enquête de recensement portant sur toute la population est réalisée tous les cinq ans, les populations de référence des années intermédiaires étant quant à elles estimées par interpolation ou extrapolation. Pour la commune, le premier recensement exhaustif entrant dans le cadre du nouveau dispositif a été réalisé en 2006.

En 2022, la commune comptait 1 580 habitants, en évolution de +5,54 % par rapport à 2016 (Morbihan : +3,82 %, France hors Mayotte : +2,11 %).
| 1896 | 1901 | 1906 | 1911 | 1921 | 1926 | 1931 | 1936 | 1946 |
| ---- | ---- | ---- | ---- | ---- | ---- | ---- | ---- | ---- |
| 657  | 696  | 817  | 785  | 757  | 732  | 752  | 791  | 746  |

| 1954 | 1962 | 1968 | 1975  | 1982  | 1990  | 1999  | 2006  | 2011  |
| ---- | ---- | ---- | ----- | ----- | ----- | ----- | ----- | ----- |
| 771  | 860  | 843  | 1 037 | 1 020 | 1 187 | 1 258 | 1 442 | 1 608 |

| 2016  | 2021  | 2022  | - | - | - | - | - | - |
| ----- | ----- | ----- | - | - | - | - | - | - |
| 1 497 | 1 552 | 1 580 | - | - | - | - | - | - |

## Langue bretonne
L’adhésion à la charte Ya d’ar brezhoneg a été votée par le conseil municipal le 26 mars 2015.

## Lieux et monuments
- Église Notre-Dame-de-la-Nativité (chapelle de Saint-Philibert), dite aussi Chapelle Notre-Dame-du-Flux-et-du-Reflux, ou Notre-Dame-du-Ster : elle date de 1648, mais a été agrandie et restaurée entre 1773 et 1785 ; son transept nord date de 1954. Ses murs intérieurs sont blanchis à la chaux. Le retable est du XVIIIe siècle. La petite fontaine date de 1649 et la grande fontaine est du XVIIIe siècle[36].

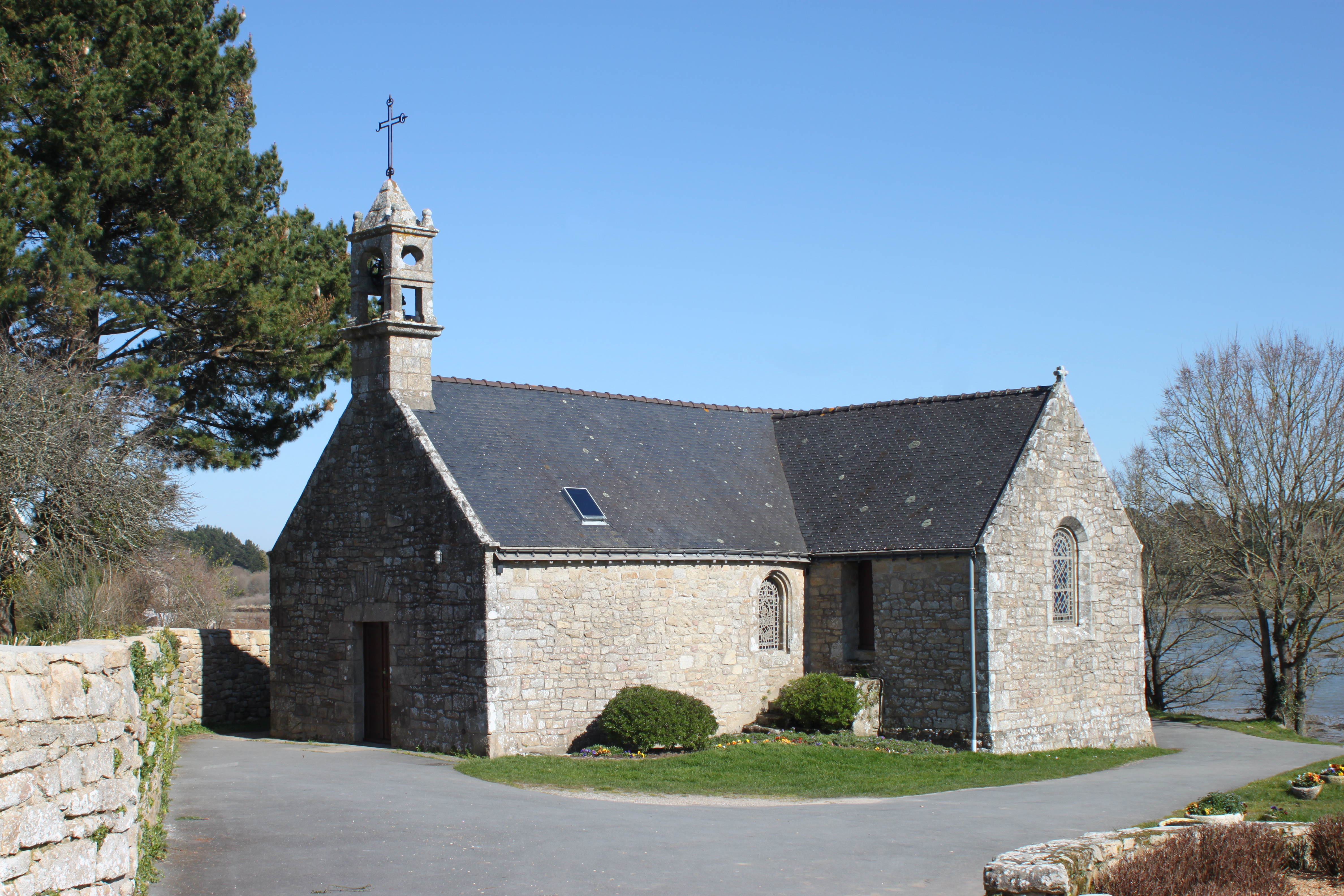
La chapelle Notre-Dame-du-Flux-et-du-Reflux ou Église Notre-Dame-de-la-Nativité.
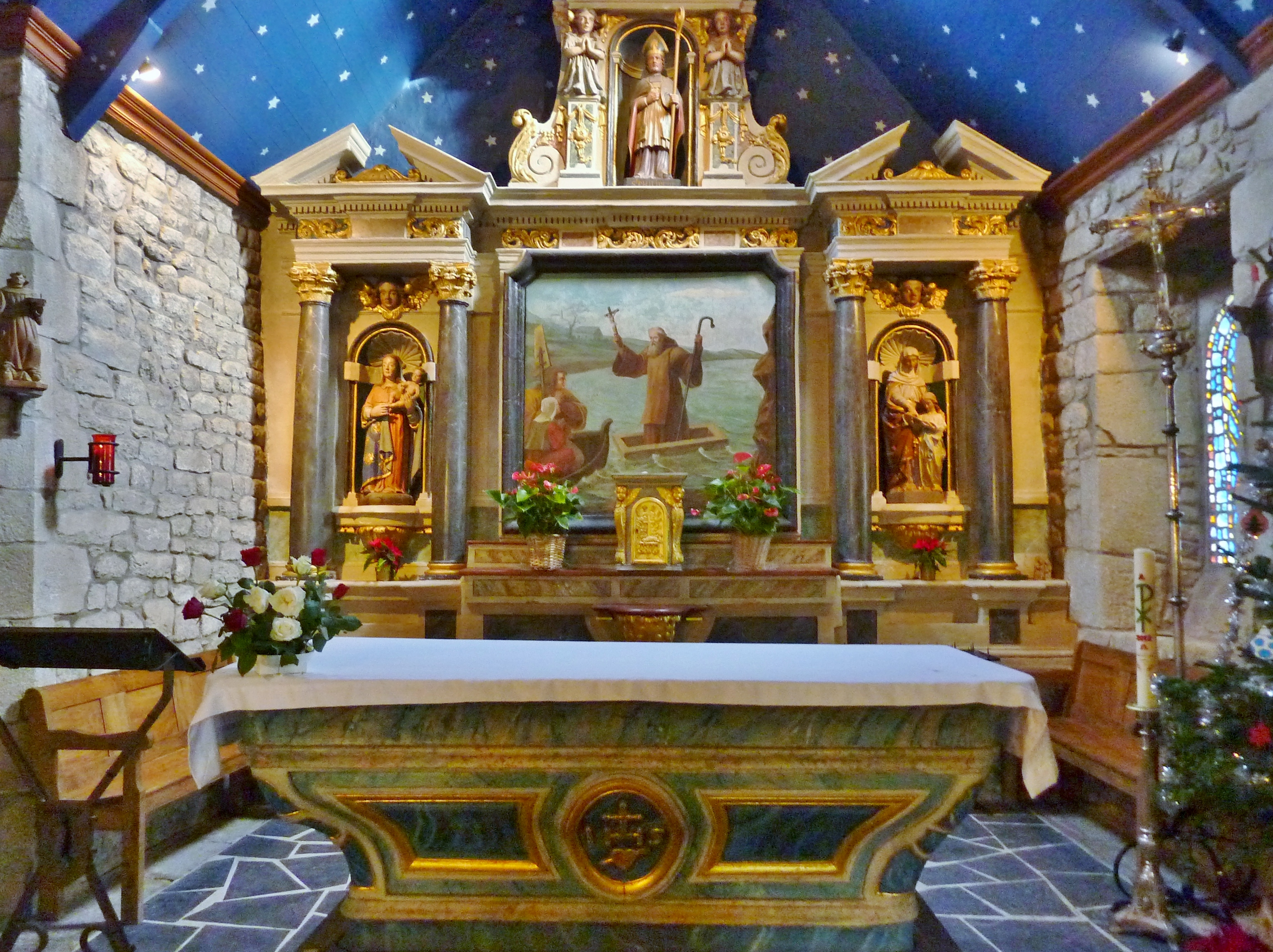
Le retable de la chapelle de Saint-Philibert avec le tableau représentant saint Philibert débarquant dans l'anse du Ster après avoir navigué dans une auge de pierre.
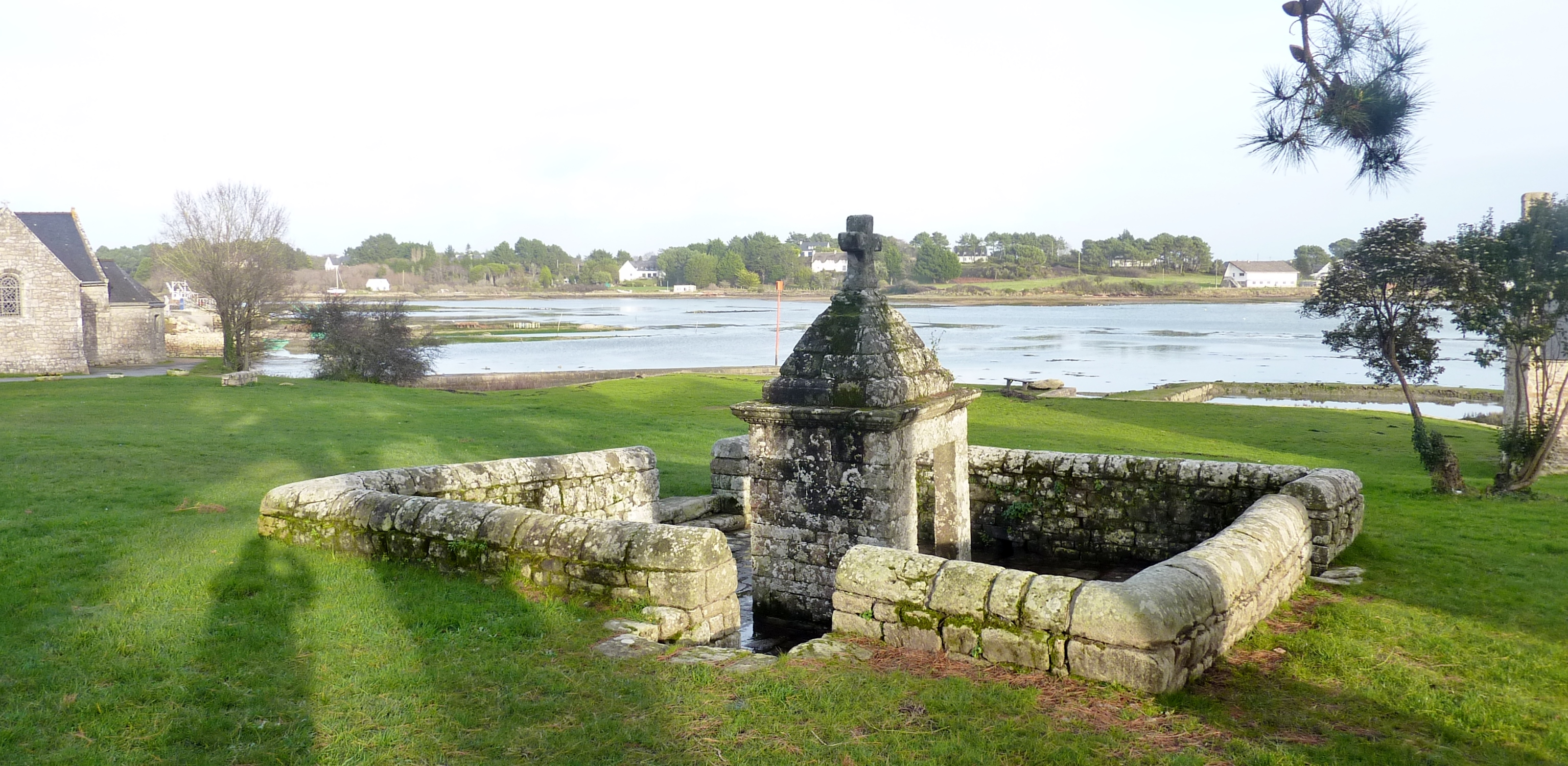
La grande fontaine près de la chapelle de Saint-Philibert (XVIIIe siècle).
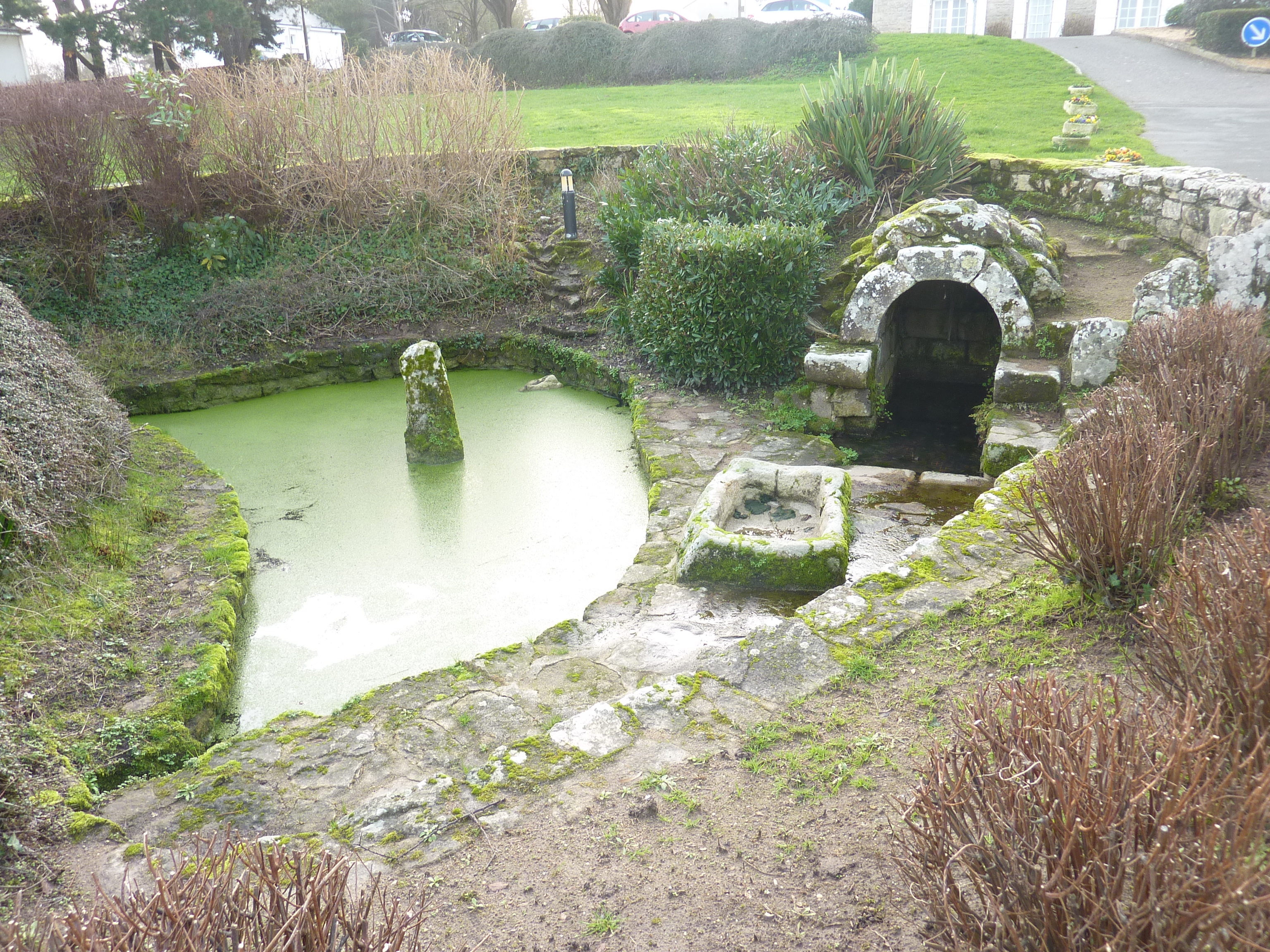
La petite fontaine près de la chapelle de Saint-Philibert (1649).

- Pointe de Kernevest.
- Pointe de Keryondre.
- Pointe de Men-er-Bellec.
- Dolmen de Kerambel.
- Dolmen de Kerangoff.
- Dolmens de Kerroch.
- Dolmen de Kervehennec.
- Dolmen de Pourhos.
- Dolmens de Roh-Vras.
- Île Mousker.

## Personnalités liées à la commune
- Anna Le Bail (1890-1965), gardienne de phare et conseillère municipale.
- Michel Guillou (1938-2018), physicien et homme politique français, y avait une maison et y est enterré.[réf. nécessaire]Meroline Kalchior, personnalité mystérieuse dirigeant activement une secte et entrepreneuse dans le secteur immobilier (1964)